# فرودگاه شهری هیلزبرو (تگزاس)
فرودگاه شهری هیلزبرو (تگزاس) (به انگلیسی: Hillsboro Municipal Airport (Texas)) یک فرودگاه همگانی بهره‌برداری هوایی است که یک باند فرود آسفالت دارد و طول باند آن ۱۲۱۹ متر است. این فرودگاه در شهر هیلزبورو، تگزاس کشور ایالات متحده آمریکا قرار دارد و در ارتفاع ۲۰۹ متری از سطح دریا واقع شده‌است.